# Amblyosporium
Amblyosporium är ett släkte av svampar. Amblyosporium ingår i divisionen sporsäcksvampar och riket svampar.